# Gordon Shaw
Gordon Shaw (Atlantic City, 1933 – Laguna Beach, 26 aprile 2005) è stato un fisico statunitense.

## Effetto Mozart
Studiando la Sonata in Re maggiore per 2 pianoforti KV448 di Mozart, ha per primo proposto il famoso e controverso Effetto Mozart, per cui la stimolazione dell'emisfero sinistro tramite l'ascolto partecipe di alcuni brani di musica aumenterebbe momentaneamente alcune funzioni cerebrali.